# Holt McCallany
Holt McCallany (születési nevén Holt Quinn McAloney; New York City, 1963. szeptember 3. –) amerikai színész, író, producer. Legismertebb szerepe Bill Tench ügynök a Mindhunter – Mit rejt a gyilkos agya című sorozatban. Ezen kívül ismertebb szerepei közé tartozik az Alien 3,  és a Harcosok klubja.

## Élete
1963. szeptember 3-án született New Yorkban. Anyja Julie Wilson (1924-2015) színésznő volt, apja pedig Michael McAloney (1924-2000) színész.
McCallany-t és bátyját Dublinba küldték, míg szülei New Yorkban maradtak. Holt McCallany a Howth-i National Schoolban tanult. Miután szüleik elváltak, a gyerekek visszaköltöztek az Egyesült Államokba. McCallany először New Jersey-ben járt iskolába, majd az omahai nagyszüleihez költözött. 14 éves korában elszökött otthonról, hogy színészi álmait dédelgethesse. Azonban egy gyárban kapott munkát. Szülei kinyomozták tartózkodási helyét, majd visszaküldték Írországba. Tanulmányait a Newbridge College-en folytatta.
Hamar elhagyta Írországot és visszatérhetett a Creighton Preparatory Schoolba, ahonnan korábban elbocsátották. 1981-ben érettségizett. Középiskola után Franciaországba költözött. Franciául tanult a Sorbonne-on, a Paris American Academy-n pedig művészetet tanult. Ezek után a L'École Marcel Marceau és a L'École Jacques Lecoq intézményekben tanult színészetet. Ezután az Oxfordi Egyetemen tanult Shakespeare műveiről, majd visszaköltözött New Yorkba, hogy színészi karriert folytasson.

## Filmográfia

### Film
| Év   | Magyar cím                                          | Eredeti cím                               | Szerep                           | Magyar hang           |
| ---- | --------------------------------------------------- | ----------------------------------------- | -------------------------------- | --------------------- |
| 1987 | Creepshow 2. – Rémmesék                             | Creepshow 2                               | Sam Whitemoon                    | Dózsa Zoltán          |
| 1988 |                                                     | After School                              | Jay                              |                       |
| 1988 |                                                     | Shakedown                                 | Roadblock rendőrtiszt            |                       |
| 1989 | A háború áldozatai                                  | Casualties of War                         | Kramer hadnagy                   |                       |
| 1992 | A végső megoldás: Halál                             | Alien 3                                   | Junior                           |                       |
| 1994 | Amatőr                                              | Amateur                                   | Usher                            |                       |
| 1994 | Félszemű Jimmy nyomában – Szociális katasztrófafilm | The Search for One-eye Jimmy              | Les                              |                       |
| 1995 | Flört                                               | Flirt                                     | pultos                           |                       |
| 1995 | Jade                                                | Jade                                      | Bill Barrett                     |                       |
| 1997 | Peacemaker                                          | The Peacemaker                            | Mark Appleton                    | Imre István           |
| 1999 | Dilidoki                                            | Mumford                                   | újonc (stáblistán nem szerepel)  |                       |
| 1999 | Harcosok klubja                                     | Fight Club                                | A szerelő                        | Bicskey Lukács        |
| 1999 | Sivatagi cápák                                      | Three Kings                               | Doug Van Meter kapitány          | Németh Gábor          |
| 2000 | Férfibecsület                                       | Men of Honor                              | MM1 Dylan Rourke                 | Holl Nándor           |
| 2001 | Jó útra térni                                       | Out of Line                               | Henri Brulé                      |                       |
| 2002 | Merülés a félelembe                                 | Below                                     | Loomis                           | Rosta Sándor          |
| 2004 | Sarokba szorítva                                    | Against the Ropes                         | Doug Doherty                     | Haás Vander Péter     |
| 2005 |                                                     | The Kingdom of Ultimate Power (rövidfilm) | főnök                            |                       |
| 2006 | Alpha Dog                                           | Alpha Dog                                 | Tom Finnegan nyomozó             |                       |
| 2007 | Rajzás                                              | Rise: Blood Hunter                        | Rourke                           | Barabás Kiss Zoltán   |
| 2008 | Nyolc tanú                                          | Vantage Point                             | Ron Matthews ügynök              | Gáspár András         |
| 2008 |                                                     | Toxic                                     | Van                              |                       |
| 2009 | Pokoli édenkert                                     | A Perfect Getaway                         | rendőr hadnagy                   |                       |
| 2009 | Lopott életek                                       | Stolen                                    | Swede                            |                       |
| 2010 | Vesztesek bosszúja                                  | The Losers                                | Wade                             | Király Attila         |
| 2012 |                                                     | Hijacked                                  | Rostow                           |                       |
| 2012 | Fejlövés                                            | Bullet to the Head                        | Hank Greely                      | Kapácsy Miklós        |
| 2013 | Gengszterosztag                                     | Gangster Squad                            | Karl Lennox                      | Király Attila         |
| 2013 | Összetörve                                          | Crush                                     | Mike Norris                      | Kárpáti Levente       |
| 2015 | Éjszakai hajsza                                     | Run All Night                             | Frank                            | Szabó Győző           |
| 2015 | Blackhat                                            | Blackhat                                  | Jessup rendőrbíró-helyettes      | Bede-Fazekas Szabolcs |
| 2015 | Az álompasi                                         | The Perfect Guy                           | Hansen nyomozó                   | Kőszegi Ákos          |
| 2015 | Sérülés                                             | Concussion                                | dühös neurológus                 |                       |
| 2016 |                                                     | The Ganzfeld Haunting                     | Murphy nyomozó                   |                       |
| 2016 | Sully – Csoda a Hudson folyón                       | Sully                                     | Mike Cleary                      | Vári Attila           |
| 2016 | Jack Reacher: Nincs visszaút                        | Jack Reacher: Never Go Back               | Sam Morgan ezredes               | Kőszegi Ákos          |
| 2016 | Monster Trucks – Szörnyverdák                       | Monster Trucks                            | Burke                            | Sarádi Zsolt          |
| 2016 | Monster Trucks – Szörnyverdák                       | Monster Trucks                            | Burke                            | Sótonyi Gábor         |
| 2017 | A góré                                              | Shot Caller                               | Jerry "A szörny" Manning         | Schneider Zoltán      |
| 2017 | Az Igazság Ligája                                   | Justice League                            | betörő (stáblistán nem szerepel) |                       |
| 2018 |                                                     | Beyond White Space                        | Richard Bentley                  |                       |
| 2019 |                                                     | Sgt. Will Gardner                         | Callahan rendőrtiszt             |                       |
| 2019 |                                                     | Le Dindon                                 | Mr. Wayne                        |                       |
| 2020 | Greenland – Az utolsó menedék                       | Greenland                                 | pilóta                           | Megyeri János         |
| 2021 | Egy igazán dühös ember                              | Wrath of Man                              | Haiden "Golyó" Blaire            | Király Attila         |
| 2021 | Jeges pokol                                         | The Ice Road                              | Rene Lampard                     | Király Attila         |
| 2021 | Rémálmok sikátora                                   | Nightmare Alley                           | Anderson                         | Schneider Zoltán      |
| 2022 |                                                     | Wolves                                    | értékesítési menedzser (hangja)  |                       |
| 2023 | Vaskarom                                            | The Iron Claw                             | Fritz Von Erich                  | Rosta Sándor          |
| 2025 | Az amatőr                                           | The Amateur                               | Alex Moore                       | Sztarenki Pál         |
| 2025 | Mission: Impossible – A végső leszámolás            | Mission: Impossible – The Final Reckoning | Serling Bernstein                | Epres Attila          |

### Televízió
- Esküdt ellenségek (1994-1999)
- Acélököl – Tyson (1995)
- Tecumseh – Az utolsó harcos (1995)
- Az ügyvéd ördöge (1997)
- Önkéntes lovasság (1997)
- Ha nem jön a holnap (2000)
- Az igazság zsoldosai (2000-2001)
- Alku nélkül (2003)
- Miami helyszínelők (2003-2005)
- Monk – A flúgos nyomozó (2004)
- Született ügynök (2006)
- Különleges ügyosztály (2006-2012)
- Médium (2007)
- Gyilkos elmék (2007)
- Hősök (2007)
- Esküdt ellenségek: Bűnös szándék (2007-2008)
- A helyszínelők (2008)
- Eltitkolt kötelék (2009)
- Minden lében négy kanál (2009)
- Észvesztő (2009)
- Mintazsaru (2013)
- Zsaruvér (2014-2015)
- Mindhunter – Mit rejt a gyilkos agya (2017-2019)
- Alapítvány (2021)